# أحذية المضاجعة

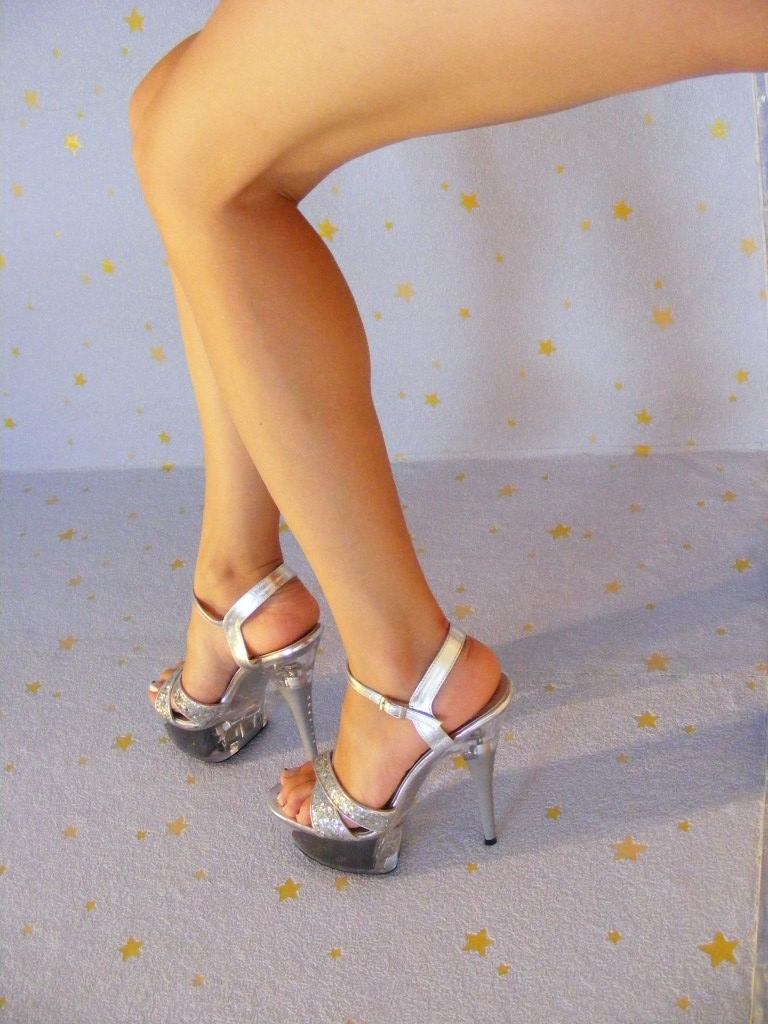
أحذية المضاجعة في صورة الغرضُ منها الإثارة الجنسيّة.

أحذية المُضاجعة هو مصطلح عامي غربي يرمزُ للأحذية ذات الكعب العالي التي يكونُ الغرض منها – أو الغرض من ارتدائها إن صحّ التعبير – غرضًا جنسيًا. في الدول الغربيّة وبخاصةٍ في الولايات المتحدة؛ يُطلق هذا الاسم على أيّ امرأة ترتدي حذاءً ذا كعبٍ عالٍ بقصد إثارة الآخرين.

## التاريخ
من المُرجّح أنّ هذهِ العبارة قد نشأت في الولايات المتحدة وذلك للإشارة إلى النساء اللاتي يفقدنَ اللباقة من خلال ارتداء أحذية الغرضُ منها الإثارة الجِنسيّة؛ إلى جانبِ السراويل الضيقة والمُثيرة. في حقيقة الأمر فالمُصطلح في اللغة الإنجليزية (بالإنجليزية: Fuck-me shoes)‏ يضمّ كلمة فاك وهي كلمة عاميّة ومتداولة في الدول الغربيّة. يختلفُ معناها حسبَ السياق وقد كانت متداولة بينَ الشباب في القرن العشرين حيتُ تُقال للمرأة التي ترتدي لباسًا مثيرًا بما في ذلك الأحذية. زاد شهرة هذهِ العبارة بعدما استعملها ديفيد بوي في أغنيّته «نحنُ الموتى» التي صدرت عام 1974. في المُقابل ترى الكاتبة النسوية جيرمين غرير أنّ المصطلح ظلّ غامضًا لفترة من الزمن قبل أن ينتشرَ بشكلٍ كبير عام 1995 لكنّه اكتسبَ سمعة سيئة على غيرِ المتوقع.
بحلول عام 1990؛ ألّفت غرير كتابًا حملَ عناون «حياة النسويات» وقد انتقدت فيهِ بعض النساء بسببِ سطحيتهنّ في التعامل معَ مثل هذه الأمور كما أكّدت من جديد على أنّ يجبُ اتباع الموضة بناءًا على خيارات المرأة وذوقها وليسَ لإرضاء الرجال. تقولُ غرير في إحدى صفحات الكتاب: «يجبُ أن ترتديَ المرأة الذي ينال إعجابها ويُرضي نفسها وليس لإرضاء الرجال.»
لقيَ كتابُ غرير انتشارًا كما أثار الكثيرَ من الجدل فحظيَ بتغطية إعلامية كبيرة من قِبل وسائل الإعلام البريطانية التي ربطت المصطلح الدارج في الثقافة الشعبية بالنسويّة. عاد المصطلح للتناول مجددًا بعدما استعملتهُ مغنية الجاز البريطانية إيمي واينهاوس في إحدى أغانيها ضمنَ ألبوم فرانك الذي صدرَ عام 2003. في كانون الثاني/يناير 2011؛ وخلال منتدى الطلاب في كارتاهينا تحدث غرير عن عديد المواضيع بما في ذلك زراعة الثدي ثمّ تساءلت حول سبب ارتداء لاعبات التنس للتنانير مُلفتة النظر إلى أحذية المضاجعة والتي قالت ألّا غرض من ارتدائها أو السيرِ بها لكنّها صالحة في المقابل في السرير.

### النقاشات الثقافية
لقد تسببت هذه الكلمة في نشوء خلافات بينَ عددٍ من الباحثين والباحثات فالبعضُ يرى أنّه مصطلح عادي ولا يستحقُ كل هذه الضجة فيما يؤكد آخرون أنّه معيب وغير مناسب. في المُقابل انتقدت بعض النسويات خيارات الموضة وما يسمّونه عار الفسق مؤكدين على أنّ مثل هذه المصطلحات تحض على الكراهيّة والتمييز. عندما برزت موضة البانك خلال أواخر سبعينيات القرن العشرين؛ برزت معها أحذية المضاجعة وصارت شيئًا مألوفًا ثمّ خفتت بشكلٍ تدريجي تزامنًا مع اختفاء موضة البانك.